# Hadag Nachash
Hadag Nahash (en hebreo: הדג נחש‎) es una banda originaria de Israel cuyo estilo es hip hop/funky. Fue fundada en 1996 en Jerusalén.

## Nombre y símbolos
El nombre del grupo significa literalmente "la serpiente-pez". Sin embargo, es también un anagrama de la frase hebrea "Nahag Jadash" (en hebreo: נהג חדש, "Conductor Nuevo"). En Israel, las personas con el carnet de conducir reciente, deben colocar una etiqueta con esa frase.

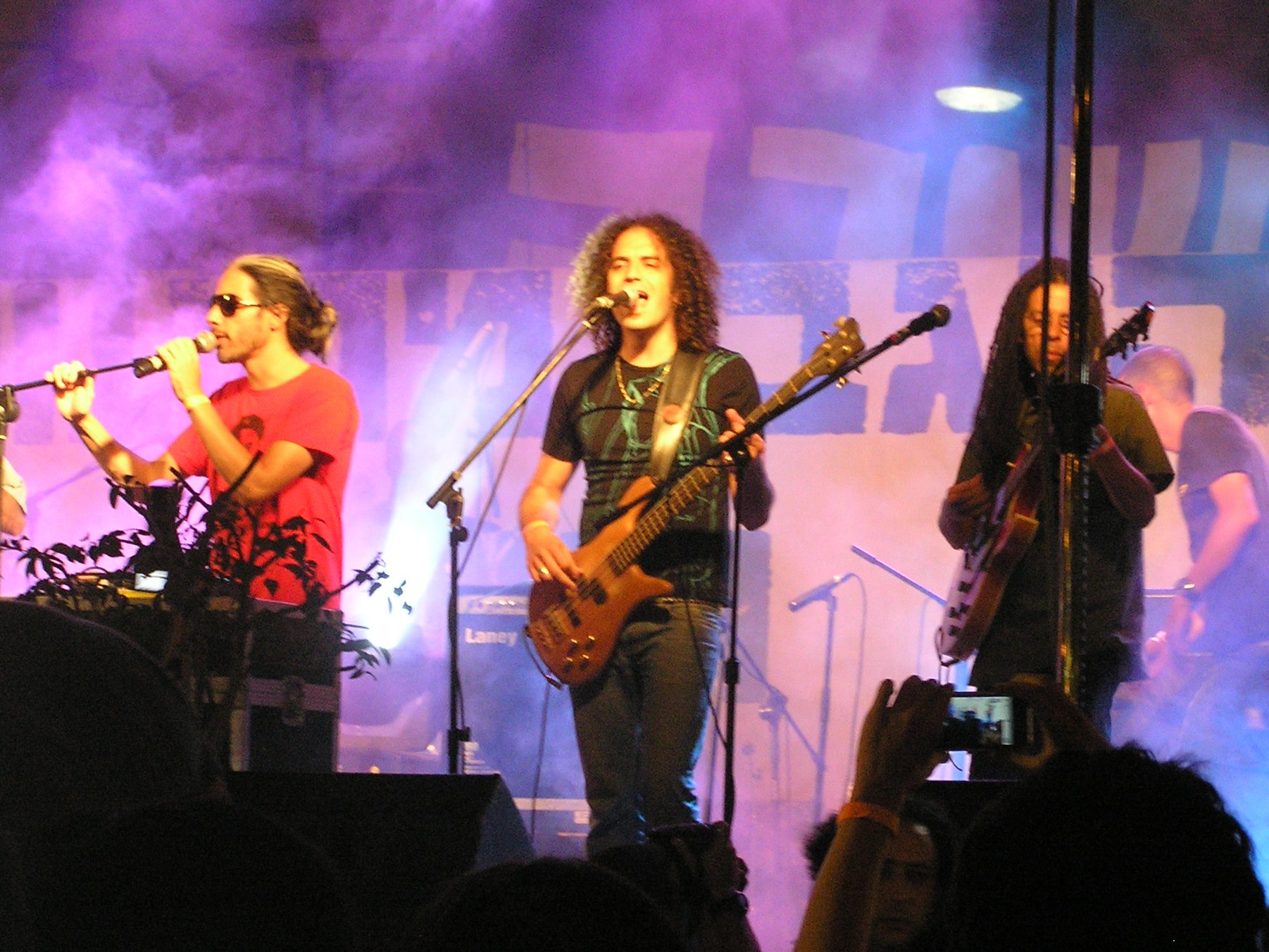
Hadag Nahash 2011 Beersheba 316

El anagrama de la banda, que representa a un niño orinando, proviene de un modismo hebreo traducido como yo te mostraré desde dónde los peces orinan (אני אראה לך מאיפה משתין הדג), y que significa algo parecido a "yo te mostraré cómo se hace."

## Estilo Musical
Al igual que muchos músicos pop israelí como Teapacks y Idan Raichel , Hadag Nahash usa mezclas de música pop occidental con elementos orientales para crear un fusión sonora que contiene influencias del funky y la música del mundo. La banda señala que, aunque su estilo es el "hip-hop-orientado", su música se coloca en esa sección en Israel porque los ejecutivos y productores hebreos no sabían cómo clasificarla a la hora de venderla, a pesar de estar más cerca de grupos como Brand New Heavies de Wu-Tang Clan o A Tribe Called Quest.

## Historia
Hadag Nahash ha sido un importante contribuyente a la escena hip-hop israelí, y actualmente es una de las bandas más exitosas de Israel, con seis discos editados hasta la fecha. Las canciones de la banda llaman a la paz, la tolerancia y a la igualdad, e incluyen la protesta política y social. La mayoría de las canciones son escritas por Sha'anan Streett, vocalista de la banda.
En 2000, Hadag Nahas lanzó su primer álbum de estudio "Hamechona Shel Hagroove" (hebreo: המכונה של הגרוב, "La Máquina Groove"), que fue escrita y compuesta por toda la banda. El álbum incluye canciones conocidas como "Lo Mevater" y "Af Ejad", que tanto ofreció el cantante israelí Mazi Cohen.
El segundo álbum de estudio de Hadag Nahash, "Lazuz" (לזוז, "To Move"), fue lanzado en 2003
y producido por Yossi Fine. El álbum fue un éxito inmediato y vendió más de 30.000 copias, con éxitos como "Gabi ve Debi", "Misparim", y "Lo Frayerim". El álbum contó con músicos israelíes famosos como Berry Sakharof.
"Gabi ve Debi" fue notable por su mensaje político. Hadag Nahash canta sobre el cumplimiento de Gabby y Debby, personajes de un espectáculo infantil que formaba parte de la serie Vamos a aprender Inglés, que, en el espectáculo, tenía una varita mágica que puede transportarlos a cualquier momento y lugar. Ofrecen tomar al narrador a donde quiera - siempre y cuando se tenga un mensaje sionista positivo para los niños. Las tres primeras visitas de Herzl y luego Trumpeldor, dos famosos promotores del sionismo, y encontrar cada uno para estar muy lejos de sus imágenes idealizadas. Lo más notable es que ven a Herzl en las drogas y ofreciéndoles lo mismo, usando una paráfrasis del lema del sionismo: "Si lo quieres, no será una leyenda." Esta canción audaz y
controvertida es típico de Hadag Nahash.
Yossi Fine también
produjo el tercer álbum de la banda, "Homer Mekomi" (חומר מקומי, "Material local"), que fue lanzado en 2004. El mayor éxito del álbum fue "Shirat Hasticker" (שירת הסטיקר, "La etiqueta engomada Canción "), que fue escrito por el novelista israelí David Grossman. La letra de la canción son lemas que se ven en pegatinas israelíes. Las consignas políticas opuestas se yuxtaponen para crear un retrato enojado e irónico de la
vida política y religiosa de Israel. Otras canciones notables del álbum son "Halifot", "Hakafa Metzaltzelet" y "Rak Po". El disco obtuvo platino y la banda fue nombrada Banda del Año por Galgalatz y Reshet Gimel, estaciones de radio populares líderes de Israel.
En 2006, Hadag Nahash lanzó "Be'ezrat Hajam" (בעזרת הג'אם, con la ayuda de la Jam, un juego de palabras sobre la expresión "Con la ayuda de Dios"), que fue nombrado Álbum del Año en los Premios de la Música de Israel. [ 3] El álbum, grabado en los estudios Pocket de California, fue el primer álbum en el que las voces se dividieron en partes iguales entre Sha'anan Streett y DJ Guy Mar. "Be'ezrat Hajam" contiene el hit "Hine Ani Ba" ( hebreo: הנה אני בא, "Here I Come") escrito por Guy Mar sobre mudarse de su ciudad natal de Jerusalén a Tel Aviv. "Hine Ani Ba" es también un ejemplo de una canción con un mensaje político o cultural, ya que representa una lucha cultural entre Jerusalén, símbolo de la herencia de Israel, y Tel Aviv, un centro para los jóvenes y la vida nocturna. Esta canción también aparece en
la película de Adam Sandler ¨No te metas con Zohan¨.
En marzo de 2008 Hadag
Nahash lanzó su primer álbum en vivo, Hadag Nahas Live, lanzado tanto en CD
como en DVD.
En diciembre de 2009, Hadag Nahash lanzó el primer sencillo de su sexto álbum., 6: una canción de protesta contra la creciente violencia interna en la sociedad israelí, llamada "De Ach Ejad" (עוד אח אחד, "Otro hermano más") [5] Otros sencillos del álbum fueron "Shir Neshama", que contó con el guitarrista tradicional israelí Yehuda Keisar; "Ani Ma'amin"; y "Lo Maspik." Este último fue seleccionado por EA Games para la banda sonora de Los Sims 3 Expansion Pack Los Sims 3: Abierto por la noche, y fue regrabado en Simlish.

## Miembros del grupo
· Shaa'nan Streett - Vocalista
· Guy Mar - Vocalista, DJ
· David (Dudush) Klems - teclado
· Moshe "Atraf" Asraf – batería 
· Yair (Yaya) Cohen Harounoff - Bajo
· Shlomi Alon - Saxo, Flauta, Vocalista

## Álbumes
- 1. Ha Mechona Shel Ha Groove (The Groove Machine, 2000)
  2. Lo M'vater ("Won't Give Up", לא מוותר)
  3. Ha Mechona Shel Ha Groove ("The Groove Machine", המכונה של הגרוב)
  4. Shalom Salaam Peace (שלום סלאם פיס)
  5. Jerusalem (ג'רוזלם)
  6. Trumpeldor (טרומפלדור)
  7. MiBayit [Ayzeh Ganuf!] ("Look Ahead [So Kewl!]", [מביט [איזה גנוב!)
  8. Af Ehad ("No One", אף אחד)
  9. Avaryan ("Criminal", עבריין)
  10. Tza'Tzua ("Toy", צעצוע)
  11. HaVolyum Oleh ("The Volume Rises", הווליום עולה)
  12. Hadag Nahash [Jam] ("Hadag Nahash [Jam]", הדג נחש [ג'אם])
  13. Cusamamaaq ("Motherfucker", קוסאמאמאק)
- Lazuz (To Move, 2003)
  1. Kamti ("Got Up", קמתי)
  2. Lazuz ("To Move", לזוז)
  3. Sod Ha'Hatzlaha ("Secret to Success", סוד ההצלחה)
  4. Misparim ("Numbers", מספרים)
  5. Lo Frayerim ("Not Suckers", לא פראיירים)
  6. Frayerim ("Suckers", פראיירים)
  7. Gabi Ve Debi ("Gabi & Debi", גבי ודבי)
  8. Gan Eden ("The Garden of Eden", גן עדן)
  9. Gan HaTut ("The Strawberry Garden", גן התות)
  10. Bela Belisima (בלה בליסימה)
  11. BelisiDub (בליס דאב)
  12. Mechonat Ha'Tut ("The Strawberry Machine", מכונת התות)
  13. Ze Lo Ani ("It Wasn't Me", זה לא אני)
- Homer Mekomi (Local Material, 2004)
  1. Mithamem ("It's Heating Up", מתחמם)
  2. Bereishit ("In the Beginning", בראשית)
  3. Shirat HaSticker ("The Sticker Song", שירת הסטיקר)
  4. Halifot ("Uniforms", חליפות)
  5. Johnny HaKatan ("Little Johnny", ג'וני הקטן)
  6. HaKafa HaMtzaltzelet ("The Ringing Slap", הכאפה המצלצלת)
  7. HaPeh Lifto'ah ("The Mouth To Open", הפה לפתוח)
  8. Shvita ("Strike", שביתה)
  9. Muzika ("Music", מוזיקה)
  10. Yatziv ("Stable", יציב)
  11. Rak Po ("Only Here", רק פה)
  12. Melodika ("Melody", מלודיקה)
  13. Ma Na'aseh? ("What Can We Do?", מה נעשה?)
  14. Ratziti SheTida (Elohim Sheli) ("I Wanted You to Know [My God]", רציתי שתדע [אלוהים שלי])
- Be'ezrat Ha'Jam (With the Help of Jam, 2006)
  1. Lotus ("Lotus", לוטוס)
  2. California (קליפורניה)
  3. Ma She'Ba Ba ("What Comes Comes", מה שבא בא)
  4. Hine Ani Ba ("Here I Come", הנה אני בא)
  5. Kol Ha'Chuchot ("All the Chuchot", כל הצ'וצ'ות)
  6. Lehithalek Ba'Ir ("To Slide in the City", להתחלק בעיר)
  7. Statistika ("Statistics", סטטיסטיקה)
  8. Saga ("Saga", סאגה)
  9. Me'Habama Lehaftziz ("To Bomb from the Stage", מהבמה להפציץ)
  10. Teraga ("Relax", תרגע)
  11. Eize Keif ("What Fun", איזה כיף)
  12. Lehavi Et Ha'Maka ("To Bring the Hit", להביא את המכה)
  13. Shabhi Yerushalaim ("Bless Jerusalem", שבחי ירושלים)
- 6 (2010)
  1. Super Groove (סופר גרוב)
  2. Ani Ma'amin ("I Believe", אני מאמין)
  3. Lo Maspik ("Not Enough", לא מספיק)
  4. Shir Nechama ("Consolation Song", שיר נחמה)
  5. BaSalon Shel Solomon ("In Solomon's Living Room", בסלון של סלומון)
  6. Od Ach Echad ("One More Brother", עוד אח אחד)
  7. Little Man
  8. Many Lights
  9. Jambalaya
  10. Ma'arbolet Shel Chol" ("Vortex of Sand", מערבולת של חול)
  11. War
  12. Super Groove (סופר גרוב)
  13. That Ain't What It's All About

- Zman LeHit'orer ("Time To Wake Up", 2013)
  1. Mistovev ("Wandering Around", מסתובב)
  2. Mabsut ("Satisfied", מבסוט)
  3. Zman Lehit'orer ("Time To Wake Up", זמן להתעורר)
  4. Meir Ma'Ir ("Meir Comments", מאיר מעיר)
  5. Koblena Al Miflagot Yisrael ("A Complaint About Israel's Political Partys", קובלנה על מפלגות ישראל)
  6. Eineni Boged ("I'm Not A Traitor", אינני בוגד)
  7. Pizmon ("Chorus", פזמון)
  8. Hakol Yistader ("Everything Will Be Alright", הכל יסתדר)
  9. Noga'at ("She Touches", נוגעת)
  10. XL
  11. Maher ("Fast", מהר)
  12. Ilu Ze Haya ("If It Was", אילו זה היה)
  13. Yom Shishi ("Friday", יום שישי)

- Shutafim Ba'am (Partners of the People, 2016)
  1. Ten Li Mangina ("Give Me a Melody", תן לי מנגינה)
  2. Ad HaSof ("Until the End", עד הסוף)
  3. Shutafim Smuyim ("Hidden Partners", שותפים סמויים)
  4. Ra'ada HaAdama ("The Earth Quaked", רעדה האדמה)
  5. Shemesh ("Sun", שמש)
  6. Lo Ma SheYapil Oti ("Not What Would Knock Me Down", לא מה שיפיל אותי)
  7. Resisim El HaHof ("Shrapnel on the Beach", רסיסים אל החוף)
  8. Af Itakh ("Flying with You", עף איתך)
  9. Hakol Hozer ("Everything Comes Back", הכל חוזר)
  10. Ezrah Shel HaOlam  ("Citizen of the World", אזרח של העולם)
  11. Legal Eyes
  12. Marvadim ("Carpets", מרבדים)